# Магнус фон Браун (інженер)
Барон Магнус Ганс Александер Максиміліан фон Браун (нім. Magnus Hans Alexander Maximilian Freiherr von Braun; 10 травня 1919, Грайфсвальд, Веймарська республіка — 21 червня 2003, Фінікс, США) —  німецький інженер-хімік і конструктор ракет.

## Біографія

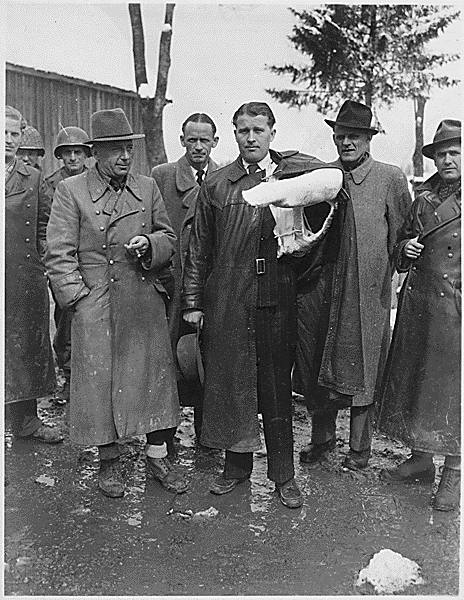
Зліва направо: Магнус фон Браун (наполовину обрізаний), 2 американські солдати, Вальтер Дорнбергер, Герберт Акстер, Вернер фон Браун (з гіпсованою рукою), Ганс Лінденберг і Бернгард Тессманн (травень 1945).

Третій і наймолодший син барона Магнуса фон Брауна і його дружини Еммі, уродженої фон Квісторп. З 1937 року навчався в Мюнхенському технічному університеті, де здобув докторське звання. Під час Другої світової війни працював інструктором нічних льотчиків в Копенгагені. В липні 1943 року на прохання свого брата Вернера перейшов на полігон Пенемюнде. В березні 1944 року разом з братом був ненадовго заарештований. В липні 1944 року переведений в концтабір Дора-Міттельбау, де розробив гіроскопи, турбонасоси і серводвигуни для ракети Фау-2. 14 квітня 1945 року був евакуйований і наступного дня зустрівся з Вернером. 3 травня брати дізнались по радіо про смерть Адольфа Гітлера і Магнус поїхав до американців в Ройтте, щоб домовитись про здачу в полон ракетобудівників.
В рамках операції «Скріпка» Брауна переконали працювати в США і в 1946 році він прибув у Форт Блісс, згодом перейшов у Редстоун-Арсенал. В 1947 році виступав свідком на процесі над колишніми службовцями Дора-Міттельбау.
З 1955 року працював в ракетному, потім — в автомобільному відділі компанії Chrysler в Детройті. Пізніше очолив європейський відділ Chrysler в Лондоні. Потім працював страховим агентом в Ковентрі. На початку 1970-х років переїхав в Седону, де відкрив магазин алкогольних напоїв. В 1975 році вийшов на пенсію і разом з дружиною переїхав в Фінікс, де прожив решту життя.

## Сім'я
В 1950 році одружився з Гільдегард Бухольд. В 1955 році пара розлучилась.
В 1957 році одружився з Наталі Вудрафф. В пари народились 3 дітей.